# كيث بروكس
كيث بروكس (بالإنجليزية: Keith Brooks)‏ هو سياسي أسترالي، ولد في 30 يوليو 1888 في أستراليا، وتوفي في 29 أغسطس 1955 في نفس البلد. حزبياً، نشط في حزب أستراليا المتحدة والحزب الليبرالي الأسترالي. وقد انتخب عضو المجلس التشريعي نيو ساوث ويلز.